# Памятник клавиатуре
Па́мятник клавиату́ре — первая в Екатеринбурге ленд-арт-скульптура, посвящённая компьютерной клавиатуре. Открыта 5 октября 2005 года. Автор — Анатолий Вяткин.

## История создания
Клавиатура была создана в 2005 году в качестве спецпроекта фестиваля «Длинные истории Екатеринбурга» по проекту Анатолия Вяткина. Продюсерами и кураторами проекта выступили Наиля Аллахвердиева и Арсений Сергеев, представлявшие на тот момент культурное агентство «АртПолитика». Производство проекта было осуществлено при технической поддержке компании «Атомстройкомплекс». Несмотря на высокую популярность у горожан и гостей города, проект так и не обрёл официального статуса памятника или достопримечательности. Фактически не признанная местными властями как культурно значимый объект клавиатура тем не менее вошла во многие неофициальные путеводители по Екатеринбургу. С неё весной 2011 года началось рисование на асфальте «Красной линии», проходящей через 32 главных достопримечательности центра города.
По словам автора Анатолия Вяткина, изначально идея проекта носила ироничный контекст: клавиатура — это кладбище идей. Продюсеры «Длинных историй…» увидели в идее Анатолия Вяткина большой потенциал и предложили автору немного изменить концепцию.
Поэтому первоначальный и финальный варианты заметно отличаются. В первом макете памятника клавиши в несколько раз больше, а сама клавиатура эргономичной формы. Убрали и иронию, юмор; решили, что это будет постоянная субстанция, которая должна в Екатеринбурге «что-то» выражать. И сделать её нужно из бетона, а не пенобетона, как планировал автор.

## Конструктивные особенности
Памятник представляет собой копию клавиатуры из бетона в масштабе 30:1. Состоит из 104 клавиш весом от 100 до 500 кг, расположенных в раскладке QWERTY/ЙЦУКЕН по стандарту ANSI. Клавиши расположены в углублениях с интервалом 15 см. Общая площадь проекта — 16 × 4 м. Поверхность клавиш плоская с рельефными обозначениями алфавита и функциональных символов, размещенных в том же порядке, что и на обычной компьютерной клавиатуре.
В июле 2016 года на клавише End установлена мемориальная доска в честь Евгения Зорина.

## Культурологические особенности и оценки

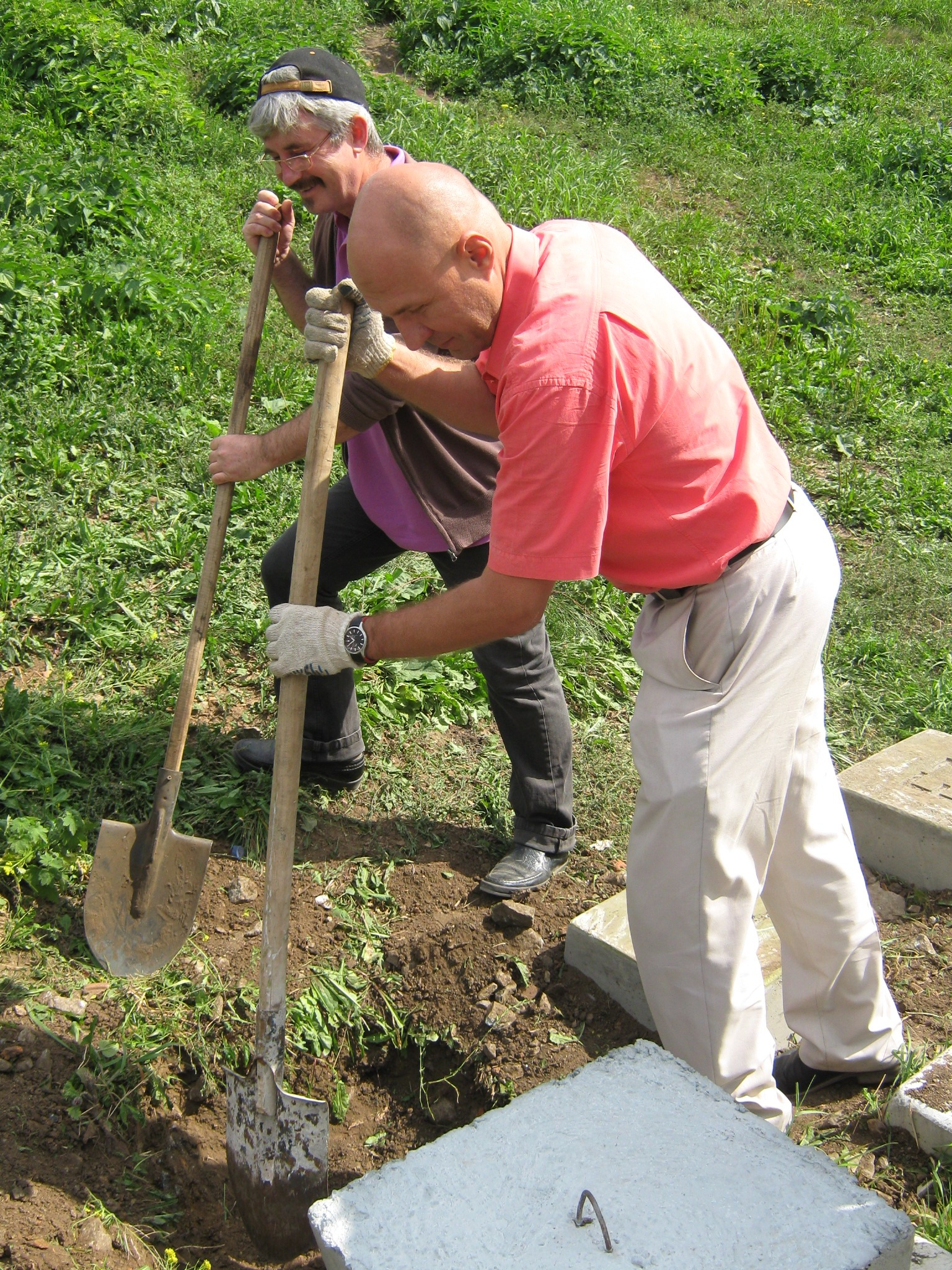
Анатолий Вяткин и Антон Борисенко восстанавливают утраченные клавиши

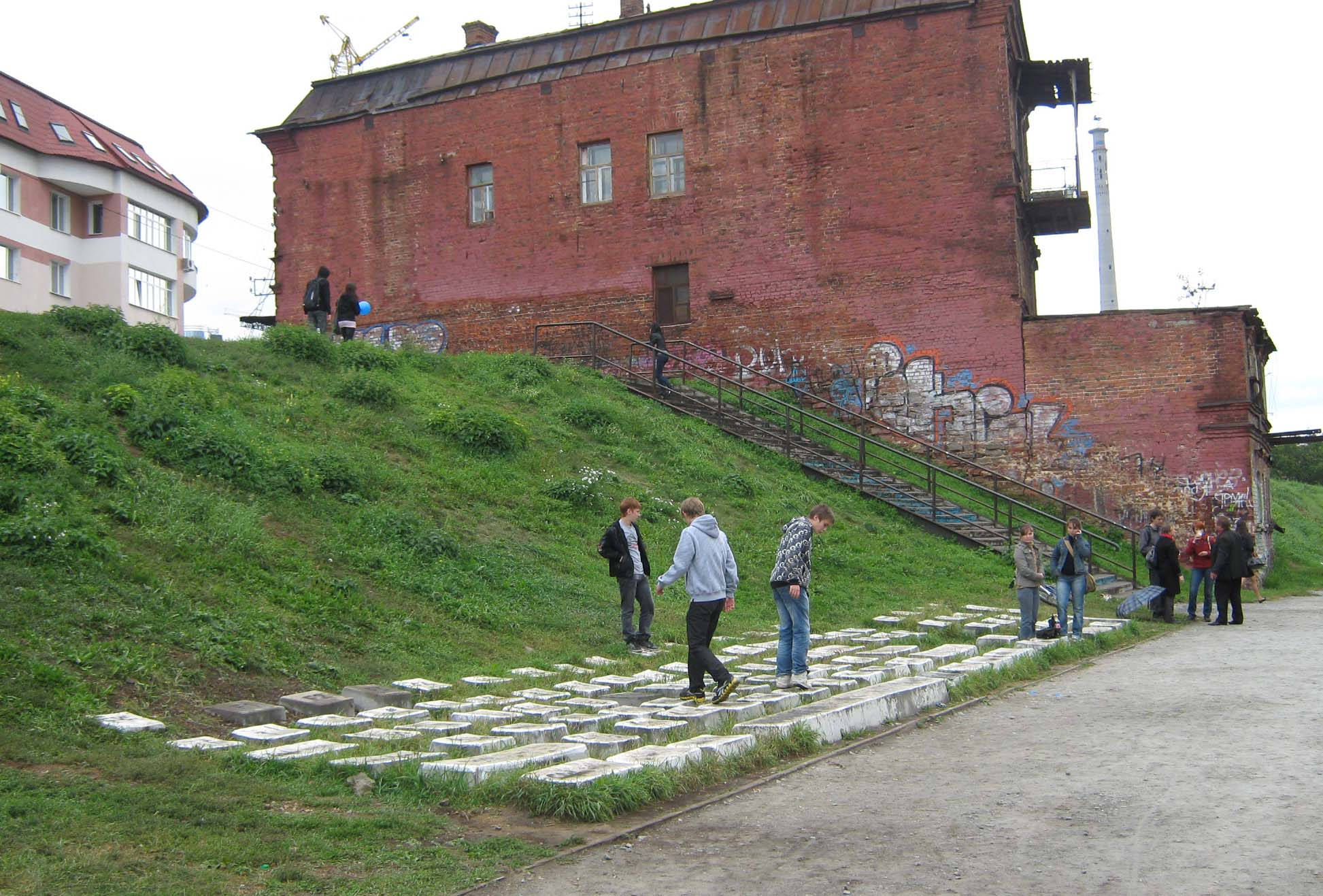
Памятник с восстановленными клавишами в августе 2011 года

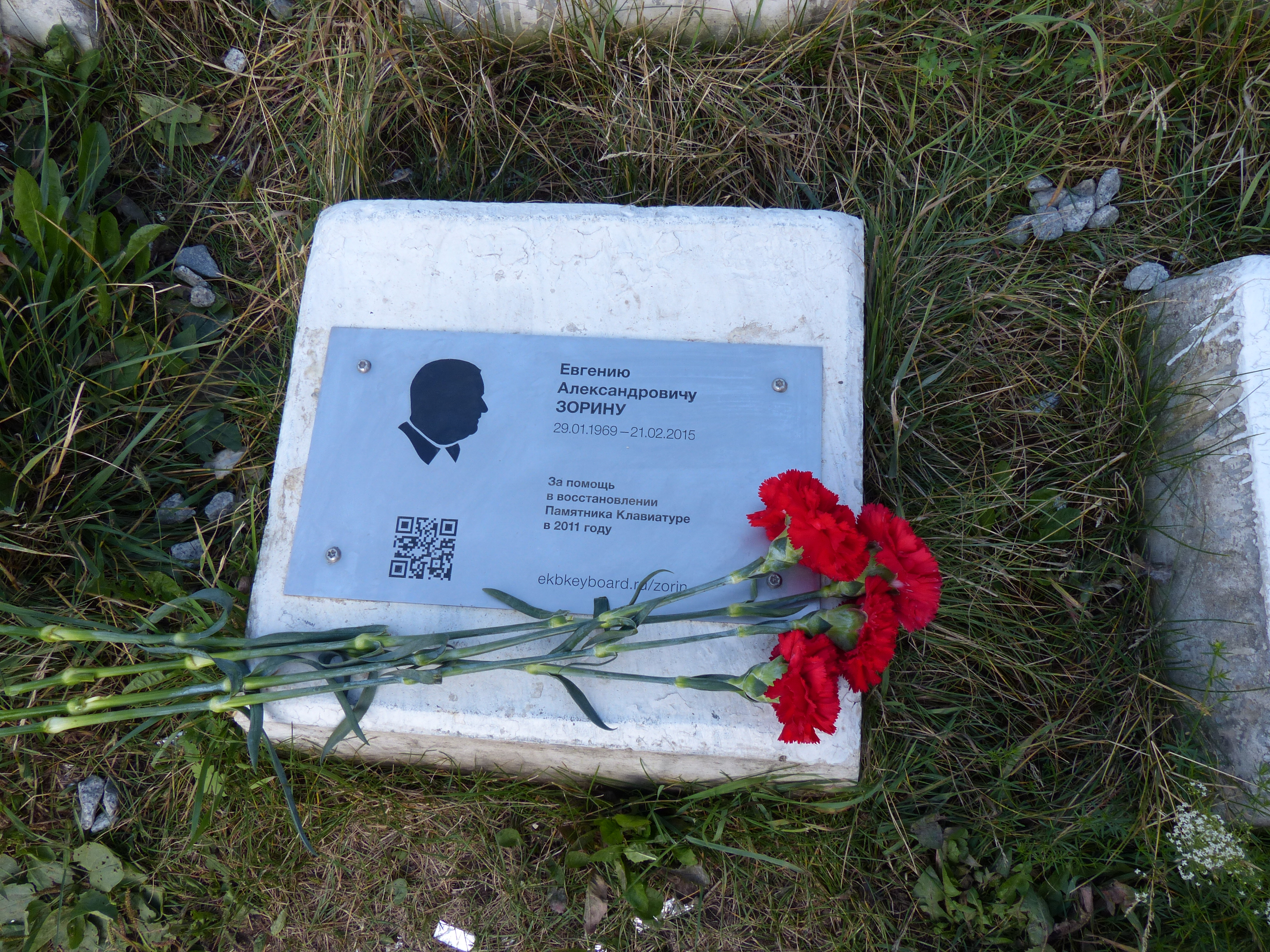
Мемориальная доска Евгения Зорина на клавише

Бетонную «Клавиатуру» можно рассматривать одновременно и как фетиш компьютерной эры, и как индустриальный «сад камней», масштабный, средовой эксперимент, формирующий новую коммуникационную среду на территории городской набережной Екатеринбурга. Каждая кнопка бетонной клавиатуры является одновременно и импровизированной скамейкой. Монумент стал культурной достопримечательностью современного имиджа города и новым «брендом».
Положительный резонанс относительно проекта наблюдается среди всех слоев населения города. Мониторинг реакции прохожих на набережной показал, что в 80 % случаев реакция проходящих — восторженная, в остальных случаях — заинтересованная. Жители города испытывают гордость за реализацию подобного проекта на территории города, в которой их прежде всего привлекает нестандартность воплощения и современность образа.
В феврале 2019 года компания «Яндекс» опубликовала статистику поисковых запросов россиян, связанных с музеями, достопримечательностями и выставками. В рейтинге памятников памятник клавиатуре оказался на втором месте: его опередил лишь Медный всадник в Петербурге, третьим оказался памятник Минину и Пожарскому на Красной площади в Москве.
Спустя 17 лет после создания памятника, Анатолий Вяткин рассказал, что, по его мнению: «Сила клавиш в том, что они как будто вырастают из земли. Или врастают в землю, если хотите. Если посмотреть на первые фотографии, то видно, что клавиши выложены аккуратно по ниткам — четко, ровно. С течением времени, под действием движения грунта, талых вод, конструкция трансформировалось, какие-то клавиши закопались глубже в землю, какие-то съехали вниз к реке. Это естественное движение организма тоже меня по-своему восхищает. Да и сама идея кладбища при кажущейся мрачности не считывается в негативном ключе. Совокупность воды, земли, непрерывного движения даёт объекту очарование. Я благодарен екатеринбуржцам и гостям города, что они считывают и воспринимают те красивые идеи обучения всемирного соприкосновения друг с другом через эти бетонные кубышки».

## Вопросы охраняемости объекта
До июня 2011 года неизвестные украли несколько клавиш с памятника (клавиши F1, F2, F3, Y), а на клавишу ⊞ Win нанесён логотип Apple.
В связи с этим в июне 2011 года руководитель паблик-арт-программы Пермского музея современного искусства PERMM Наиля Аллахвердиева предложила перенести памятник клавиатуре в соседнюю Пермь. По её словам, в Екатеринбурге о нём никто не заботился, а пермский музей был очень заинтересован в этом арт-объекте.
Усилиями екатеринбургской инициативной группы, куда вошли Евгений Зорин, Лидия Карелина, директор ООО «Литек» Надежда Заостровных, 17 августа 2011 года утраченные клавиши были восстановлены. Ремонт памятника стал возможен благодаря Антону Борисенко, директору компании «Юнион Тракс», занимающейся продажей и обслуживанием грузовиков. Во время реставрационных работ присутствовал автор памятника Анатолий Вяткин.
По словам координатора проекта Надежды Заостровных, благодаря ремонту знаменитая екатеринбургская достопримечательность теперь точно не уедет в Пермь. «Но проблема остается, хотелось бы, чтобы самая большая клавиатура в мире попала в реестр памятников, охранялась государством и никто никогда не смог её у нас забрать. Для этого мы составили коллективное обращение по внесению памятника клавиатуре в реестр культурных ценностей, 30 июля 2011 года в День сисадмина собрали более 100 подписей и 4 августа 2011 года передали все в администрацию города. Пока ждем ответ», — отметила Надежда Заостровных.
С подачи Евгения Зорина и единомышленников у памятника стали проводиться регулярные культурно-массовые мероприятия, основным из которых является так называемый ежегодный «Субботник на Клавиатуре». Во время «субботника» производится очистка и покраска клавиш, а также проводятся чемпионаты по киданию на дальность нерабочих компьютерных мышей, подниманию связки жёстких дисков и т. д. В 2017 году в процедуре покраски приняли участие два волонтёра из США. Также в последнюю пятницу июля у клавиатуры официально проводится День сисадмина с аналогичными соревнованиями.
В мае 2019 появилась информация о том, что памятник находится под угрозой уничтожения в связи с застройкой окружающей территории. Разрушена лестница, ведущая к памятнику. В мэрии города заверили, что памятнику ничего не угрожает.

## Интересные факты
- Побывавший в Екатеринбурге профессор Никлаус Вирт, изобретатель языка Паскаль, выразил желание посетить проект даже на стадии монтажа[23].
- Памятник повлиял на символическую переинтерпретацию всего окружающего пространства и резкое повышение его креативности. Расположенный поблизости старинный каменный дом теперь называют «системный блок». Главная городская река Исеть на интернет-форумах теперь пишется как «I-сеть», а рядом с «Клавиатурой» предлагается разместить памятник модему. Жители Екатеринбурга фантазируют по поводу возможного размещения памятника монитору и компьютерной мыши[24].
- Проект вынесен на конкурс по статусу одного из семи чудес России[25].
- В 2011 году по результатам интернет-голосования памятник вошел в десятку самых популярных достопримечательностей г. Екатеринбурга проекта «Красная линия»[26]. 29 апреля 2011 года у памятника было положено начало «Красной линии».
- В 2018 году в связи с проведением в Екатеринбурге части матчей Чемпионата мира по футболу скульптура привлекла дополнительное внимание гостей города из разных стран, в результате чего 3 июля о памятнике вышла развёрнутая статья в американской газете New York Times[27].